# Будівництво 6 і ВТТ
Будівництво 6 і ВТТ — підрозділ, що діяв в структурі Головного управління виправно-трудових таборів Народного комісаріату внутрішніх справ СРСР (ГУЛАГ НКВД).

## Історія
Будівництво 6 виділено в самостійний підрозділ у структурі НКВС СРСР 14.11.52. Рада Міністрів зобов'язала МПС передати МВС будівельну організацію № 6 з усіма штатами робітників, інженерно-технічних працівників, службовців і військовослужбовців, а також майном;
включити її в ГУЛЖДС та організувати при ній ВТТ.
Управління було розташоване в Хабаровському краї, Нижньо-Амурська обл., мис Лазарєва.
Будівництво було закрыте 29.04.53 — табірні підрозділи передані в Нижньо-Амурський ВТТ.

## Виконувані роботи
- будівництво тунельного переходу через Татарську протоку на залізничній лінії Комсомольськ-Побєдіно,
- будівництво постійної паротурбінної електростанції на оз. Кізі (з 07.02.53),
- лісозаготівлі та роботи на лісозаводі,
- обслуговування ремонтно-механічних майстерень.